# Liverpool F.C. Women
Liverpool F.C. Women – angielski klub piłki nożnej kobiet, mający siedzibę w mieście Liverpool, na zachodzie kraju. W latach 1991–2001, 2004/05, 2007–2009, 2011–2020 i od sezonu 2022/23 występuje w rozgrywkach FA Women's Super League. 

## Historia
Chronologia nazw:
- 1989: Newton Ladies F.C.
- 1991: Knowsley United W.F.C.
- 1994: Liverpool Ladies F.C. – po fuzji z Liverpool F.C.
- 07.2018: Liverpool F.C. Women

Kobieca drużyna piłkarska Newton Ladies F.C. została założona w 1989 roku w miejscowości Newton leżącej 12 km na zachód od centrum Liverpoolu. Dwa lata później klub przeniósł swoją siedzibę do Knowsley na drugą stronę Liverpoolu (11 km na północny wschód) i został przemianowany na Knowsley United W.F.C.. W 1991 roku klub stał się członkiem założycielem National Premier Division organizowanej przez WFA. W sezonie 1990/91 zespół debiutował w rozgrywkach mistrzostw Anglii, zajmując czwarte miejsce w WFA National League Premier Division. Drużyna dotarła do finału Pucharu Premier League w 1993 roku, ale przegrała z Arsenalem na Wembley, a w 1994 roku do finału FA Women’s Cup, ale przegrała 0:1 z Doncaster Belles. W połowie 1994 roku klub dołączył do męskiego klubu piłkarskiego Liverpool F.C. przyjmując nazwę Liverpool Ladies F.C.. W 1995 i 1996 zespół ponownie przegrał w finale. Potem klub zajmował pozycje w połowie końcowej tabeli. W 2001 roku klub został zdegradowany do WPL Northern Division. Po dwóch latach wrócił do WPL National Division (D1). Jednak nie utrzymał się na najwyższym poziomie i ponownie spadł na dwa lata do WPL Northern Division. W 2009 po raz kolejny zaliczył spadek do WPL National Division. W 2011 roku została utworzona FA Women's Super League, do której zakwalifikował się również Liverpool. W 2013 klub po raz pierwszy został mistrzem Anglii, a w następnym roku obronił tytuł mistrzowski. W kolejnych sezonach jednak nie udało im się utrzymać w czołówce angielskich klubów piłkarskich. W lipcu 2018 roku klub zmienił nazwę na Liverpool F.C. Women. Po zakończeniu sezonu 2019/20 drużyna zajęła ostatnie 12.miejsce w Superlidze i spadła do FA Women's Championship. W sezonie 2021/22 wygrała Championship przed dwoma kolejkami do rozegrania i zapewniła sobie awans z powrotem do WSL.

## Barwy klubowe, strój, herb, hymn
|  |

Klub ma barwy czerwone. Piłkarki domowe spotkania zazwyczaj grają w czerwonych koszulkach, czerwonych spodenkach oraz czerwonych getrach.
Herb Liverpoolu w swej obecnej postaci powstał w 1999 roku i ma bardzo ciekawą historię oraz symbolikę. Mianowicie jest złożony z kilku elementów, z których każdy ma inne znaczenie, a wszystkie łączy jedno – miasto Liverpool.
Centralny punkt herbu to Liverbird (mityczna istota stworzona w XIII wieku, będąca połączeniem kormorana i orła), uznawany za patrona portu w Liverpoolu. Legenda mówi, że kiedy stwór odleci, miasto przestanie istnieć. Zaadaptowany do herbu klubu przez kibiców ma symbolizować pochodzenie klubu i w specyficzny sposób być także wizytówką miasta.
Drugim elementem herbu Liverpoolu jest fragment Shankly Gate, jednej z bram stadionu Anfield, powstałej 26 sierpnia 1982 roku i poświęconej trenerskiej legendzie klubu – Billowi Shankly’emu. Fragment ten, obok ozdobnych zawijasów zawiera w sobie małą tarczę z Liverbirdem, poniżej której znajdują się dwa szkockie symbole – flaga i oset, będące nawiązaniem do kraju pochodzenia Shankly’ego. Całość kompozycji osadzona jest na podłużnym prostokącie z tytułem hymnu The Reds – You’ll Never Walk Alone.
Ostatnim, ale równie istotnym elementem obecnego herbu Liverpool FC jest wstęga z dwoma płomieniami oraz datą powstania klubu. Płomienie symbolizują tragiczne wydarzenia z 1989 roku, śmierć 96 kibiców klubu podczas tragedii na stadionie Hillsborough w Sheffield.
Połączenie tych elementów dało jeden z najbardziej rozpoznawalnych herbów klubowych na świecie. Jest symbolem drużyny, która od wielu lat zaliczana jest do światowej elity klubów piłki nożnej.

## Sukcesy

### Trofea międzynarodowe
| \| \| Zdobyte trofea w rozgrywkach międzynarodowych (stan na: 01-05-2023) \| |                                                                     |      |                  |
| Rozgrywki                                                                    | Osiągnięcie                                                         | Razy | Sezon(y)         |
| · Liga Mistrzyń UEFA                                                         | zdobywca                                                            | 0    |                  |
| · Liga Mistrzyń UEFA                                                         | finalista                                                           | 0    |                  |
| · Liga Mistrzyń UEFA                                                         | 1/16 finału                                                         | 2    | 2013/14, 2014/15 |
| FIFA                                                                         | Zdobyte trofea w rozgrywkach międzynarodowych (stan na: 01-05-2023) |      |                  |

### Trofea krajowe
| \| \| Zdobyte trofea w rozgrywkach Anglii (stan na: 01-05-2023) \| |                                                           |      |                                                                  |
| Rozgrywki                                                          | Osiągnięcie                                               | Razy | Sezon(y)                                                         |
| Mistrzostwo                                                        | I miejsce                                                 | 2    | 2013, 2014                                                       |
| Mistrzostwo                                                        | II miejsce                                                | 1    | 1994/95                                                          |
| Mistrzostwo                                                        | III miejsce                                               | 2    | 1992/93, 1993/94                                                 |
| Puchar                                                             | zdobywca                                                  | 0    |                                                                  |
| Puchar                                                             | finalista                                                 | 3    | 1993/94, 1994/95, 1995/96                                        |
| Puchar Ligi                                                        | zdobywca                                                  | 0    |                                                                  |
| Puchar Ligi                                                        | finalista                                                 | 1    | 1992/93                                                          |
| II liga                                                            | I miejsce                                                 | 4    | 2003/04 (Nothern), 2006/07 (Nothern), 2009/10 (Nothern), 2021/22 |
| II liga                                                            | II miejsce                                                | 1    | 2005/06 (Nothern)                                                |
| II liga                                                            | III miejsce                                               | 1    | 2020/21                                                          |
| Anglia                                                             | Zdobyte trofea w rozgrywkach Anglii (stan na: 01-05-2023) |      |                                                                  |

### Inne trofea
- Keele Classic:
  - mistrz (1): 2010
- Preston Tournament:
  - mistrz (1): 2010

## Poszczególne sezony

### Rozgrywki międzynarodowe

#### Europejskie puchary
Legenda do wszystkich tabel:
- Q – runda eliminacyjna, 1/16, 1/8, 1/4, 1/2 – odpowiednia faza rozgrywek, Grupa – runda grupowa, 1r gr – pierwsza runda grupowa, 2r gr – druga runda grupowa, F – finał, R – runda, PO – play-off
- k. – rzuty karne, los. – losowanie, Dogr. – dogrywka, w. – zasada bramek strzelonych na wyjeździe

| Sezon   | Rozgrywki          | Runda | Przeciwnik    | Dom   | Wyjazd | Ogólne |
| ------- | ------------------ | ----- | ------------- | ----- | ------ | ------ |
| 2014/15 | Liga Mistrzyń UEFA | 1/16  | Linköpings FC | 2–1 a | 0–3    | 2–4    |
| 2015/16 | Liga Mistrzyń UEFA | 1/16  | Brescia       | 0–1   | 0–1 a  | 0–2    |

a runda pierwsza.

### Rozgrywki krajowe
| \| Anglia \| Bilans występów klubu w rozgrywkach piłkarskich Anglii (Stan na 1 maja 2023 r.) \| \| |                                                                                 |        |       |   |   |   |    |    |     |                                                      |        |        |      |
| Poziom                                                                                             | Rozgrywki                                                                       | Sezony | Mecze | Z | R | P | B+ | B– | Pkt | Lata                                                 | Awanse | Spadki | Naj. |
| I                                                                                                  | WNL Premier Division, WPL National Division, FA WSL                             | 24     |       |   |   |   |    |    |     | 1991–2001, 2004/05, 2007–2009, 2011–2020, od 2022/23 | 0      | 4      | 1    |
| II                                                                                                 | WPL Northern Division, FA Women's Championship                                  | 8      |       |   |   |   |    |    |     | 2001–2004, 2005–2007, 2009–2010, 2020–2022           | 4      | 0      | 1    |
| III                                                                                                | FA Women's National League                                                      | 0      |       |   |   |   |    |    |     |                                                      | 0      | 0      |      |
| | Puchar Anglii                                                                   | 21     |       |   |   |   |    |    |     | od 1989/90                                           | 0      | 0      | 2    |
| Anglia                                                                                             | Bilans występów klubu w rozgrywkach piłkarskich Anglii (Stan na 1 maja 2023 r.) |        |       |   |   |   |    |    |     |                                                      |        |        |      |

## Piłkarki, trenerzy, prezydenci i właściciele klubu

### Trenerzy
| Lp. | Imię i nazwisko             | Okres urzędowania | Okres urzędowania |
| --- | --------------------------- | ----------------- | ----------------- |
| 1.  | Elizabeth "Liz" Deighan     | 1989              | 1993              |
| 2.  | Angie Gallimore (gr.trener) | 1993              | 1995              |
| 3.  | Joby Humphries              | 1995              | 1996              |
| 4.  | Paul Ashley                 | 1996              | 1997              |
| 5.  | Barbara Nodwell             | 1997              | 2001              |
| 6.  | Craig Boyd                  | 2001              | 2001              |
| 7.  | John Williams               | 2001              | 2005              |
| 8.  | Keith Cliffe                | 2005              | 2007              |
| 9.  | David Bradley               | 2007              | 2008              |

| Lp. | Imię i nazwisko       | Okres urzędowania | Okres urzędowania |
| --- | --------------------- | ----------------- | ----------------- |
| 10. | Robbie Johnson        | 2008              | 2012              |
| 11. | Matt Beard            | 2012              | 2015              |
| 12. | Scott Rogers          | 2015              | 2018              |
| 13. | Neil Redfearn         | 2018              | 2018              |
| 14. | Chris Kirkland (p.o.) | 2018              | 2018              |
| 15. | Vicky Jepson          | 2018              | 2021              |
| 16. | Amber Whiteley (p.o.) | 2021              | 2021              |
| 17. | Matt Beard (p.o.)     | 2021              | obecnie           |

## Struktura klubu

### Stadion
Drużyna rozgrywa swoje mecze domowe na stadionie Prenton Park w Liverpoolu, który może pomieścić 16.587 widzów.

## Kibice i rywalizacja z innymi klubami

### Derby
- Everton F.C. Women
- Manchester United W.F.C.